# Poelslak
De gewone poelslak, ook wel poelslak of grote poelslak (Lymnaea stagnalis) is een in het zoetwater levende slak uit de familie van de poelslakken (Lymnaeidae). De grote poelslak leeft alleen in stilstaande wateren, zoals sloten, vijvers en vennen. Bij gevaar laat de slak zich onmiddellijk naar de bodem vallen.

## Beschrijving
Deze slak is met een huisje van maximaal 6 centimeter een van de grootste zoetwaterslakken in West-Europa, en komt ook voor in België en Nederland. De kleur is bruingrijs tot hoornachtig bruin, het huisje is kegelvormig. Het huis heeft vier of vijf windingen waarvan de laatste snel breder wordt en de wanddikte hangt enigszins af van de waterkwaliteit. Zowel de beschikbaarheid van calcium en humus als de zuurgraad van het water spelen hierbij een rol. Ook de moeraspoelslak (Stagnicola palustris) heeft een soortgelijk huisje en lichaamsvorm, maar is meestal licht gevlekt en heeft een huisje van maximaal 3 cm. Het lichaam is donkergrijs tot donkerbruin van kleur, de twee onderste tasters zijn zeer kort; de twee bovenste zijn puntig, plat en steken meer zijwaarts (Gittenberger et al., 1998).

## Stofwisseling
Het voedsel bestaat uit rottende plantendelen, algen en aas die van de bodem geschraapt worden, maar de kleine diertjes die hierin leven, zoals wormen en insectenlarven, worden ook opgegeten. De slak kruipt door de waterplanten op zoek naar voedsel, en komt niet ver onder het wateroppervlak. De slak is in staat om 75% van het opgenomen voedsel ook daadwerkelijk vast te houden. Bovendien eet het diertje ook nog eens zijn eigen uitwerpselen, waardoor zelfs 85% van het voedsel effectief opgenomen wordt. Deze zogenaamde voederconversie is in vergelijking met een varken zes maal zo efficiënt.
De grote poelslak behoort tot de waterlongslakken (Pulmonata). Zoals alle waterlongslakken bezit de grote poelslak een long. Deze long wordt gebruikt om adem te halen aan de wateroppervlakte. De slak komt dan tegen het wateroppervlak hangen, maar kan ook op zijn kop tegen het wateroppervlak kruipen, wat een vreemd gezicht is. Bij het ademen ontstaat een 'gaatje' in de slak; dat is de ademopening waardoor de inhoud van de longholte wordt ververst met verse lucht. Hoewel de grote poelslak voornamelijk in zijn zuurstof voorziet door middel van deze long, kan hij ook zuurstof aan het water onttrekken door de huid.

## Voortplanting

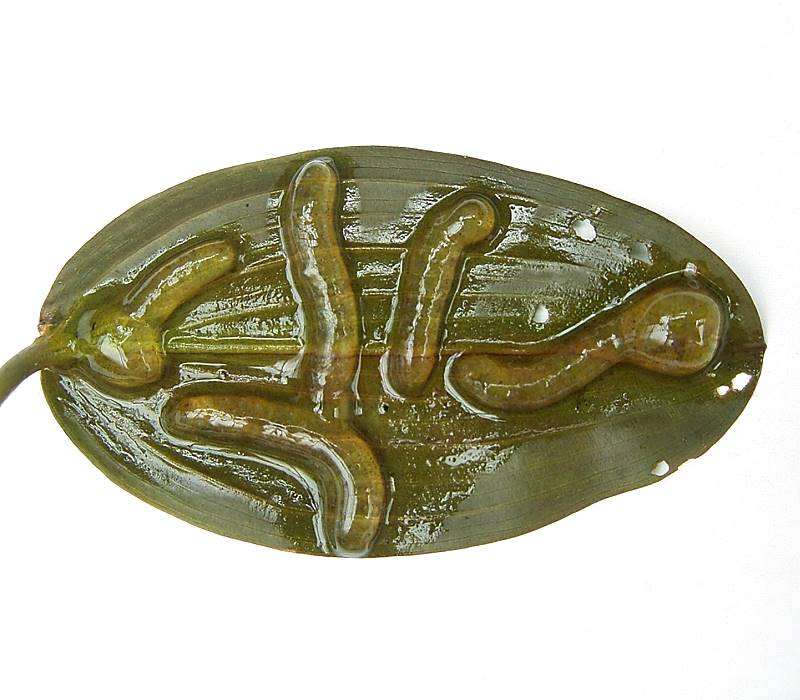
legsels met eieren

De grote poelslak is een simultane hermafrodiet. Dat wil zeggen dat elke individuele slak tezelfdertijd zowel van het vrouwelijk als het mannelijk geslacht is.
Na bevruchting van de eicellen, hetgeen binnen het lichaam van de slak gebeurt, worden de bevruchte eitjes voorzien van een kleine hoeveelheid gelei-achtig voedsel en vervolgens individueel ingekapseld. Deze ingekapselde eitjes worden vervolgens in een langwerpige gelei-achtige eimassa geplaatst die omgeven is door een stug membraan. Elke eimassa kan vele tientallen embryo's bevatten. Deze eimassa's worden door de slak (die dan als vrouwelijk dier fungeert) afgezet bij voorkeur aan de onderzijde van bladeren en stengels van drijfplanten dicht bij het wateroppervlak. Dit gebeurt waarschijnlijk omdat daar het zuurstofgehalte in het water optimaal is voor de ontwikkeling van de slakkenembryo's. Afhankelijk van de watertemperatuur worden de jonge slakjes geboren na ongeveer 10 tot 14 dagen. Ze zijn dan nog zeer klein en worden massaal gegeten door diverse andere dieren, waaronder vele vissoorten.

## Poelslak als huisdier
Het is mogelijk de poelslak in een aquarium te houden. Aangezien hij hier niet over natuurlijk voedsel kan beschikken, dient hij bijgevoerd te worden. De enige voorwaarde die een poelslak verder aan zijn aquarium stelt is een goede pH-waarde. Bij een te lage pH-waarde zal de poelslak in de problemen komen met zijn schelpgroei en in het ergste geval sterven.

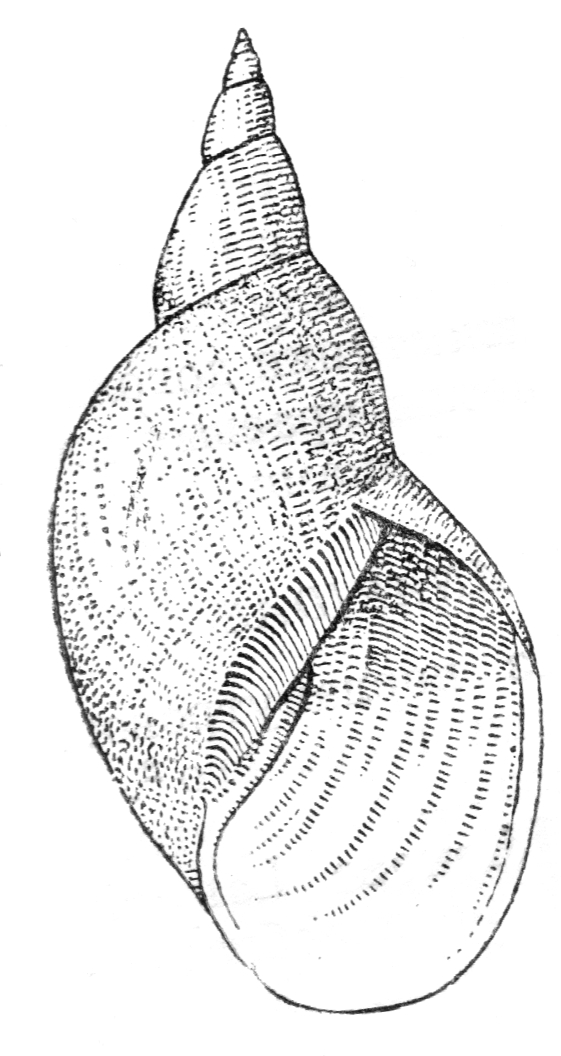
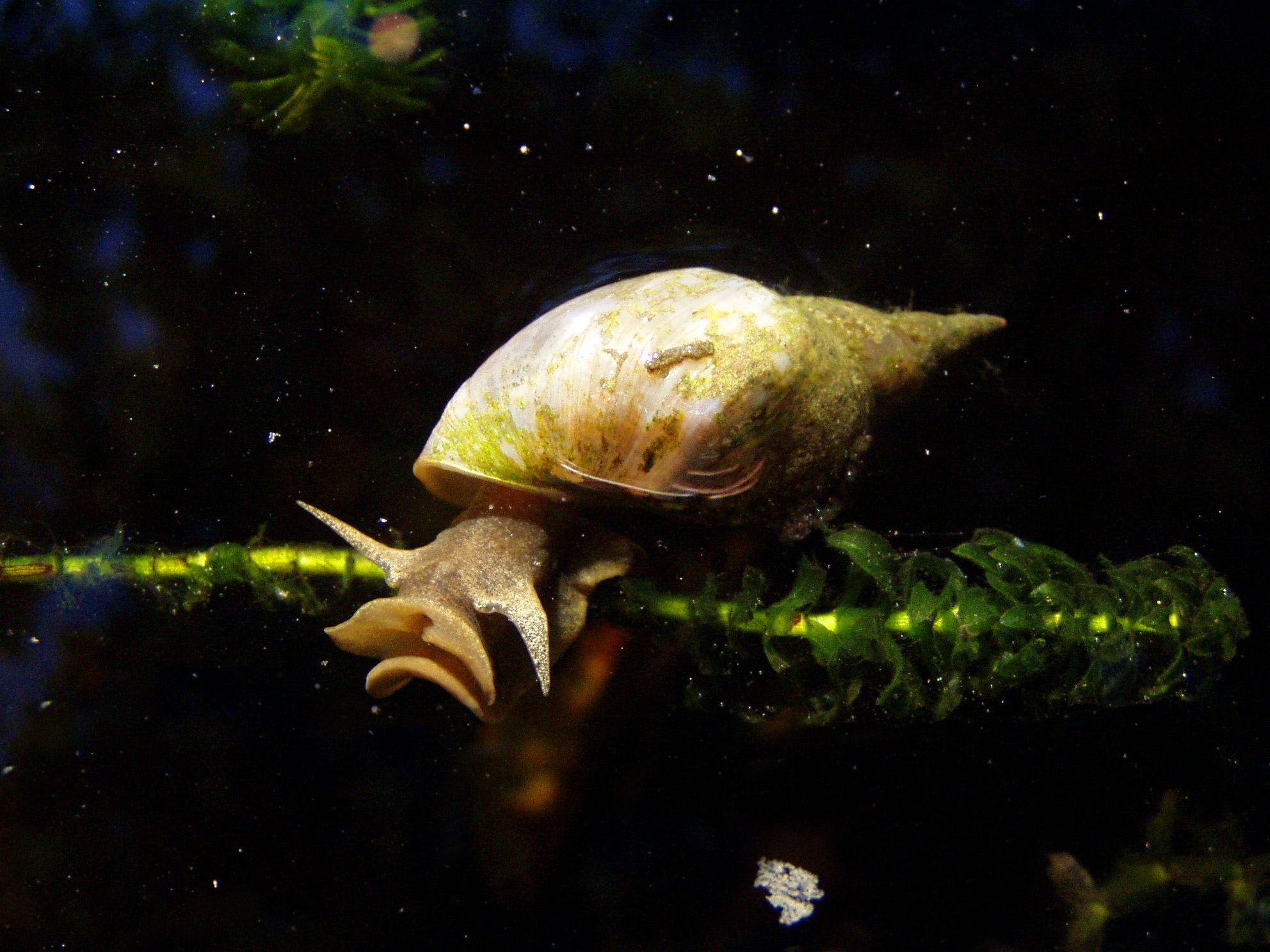
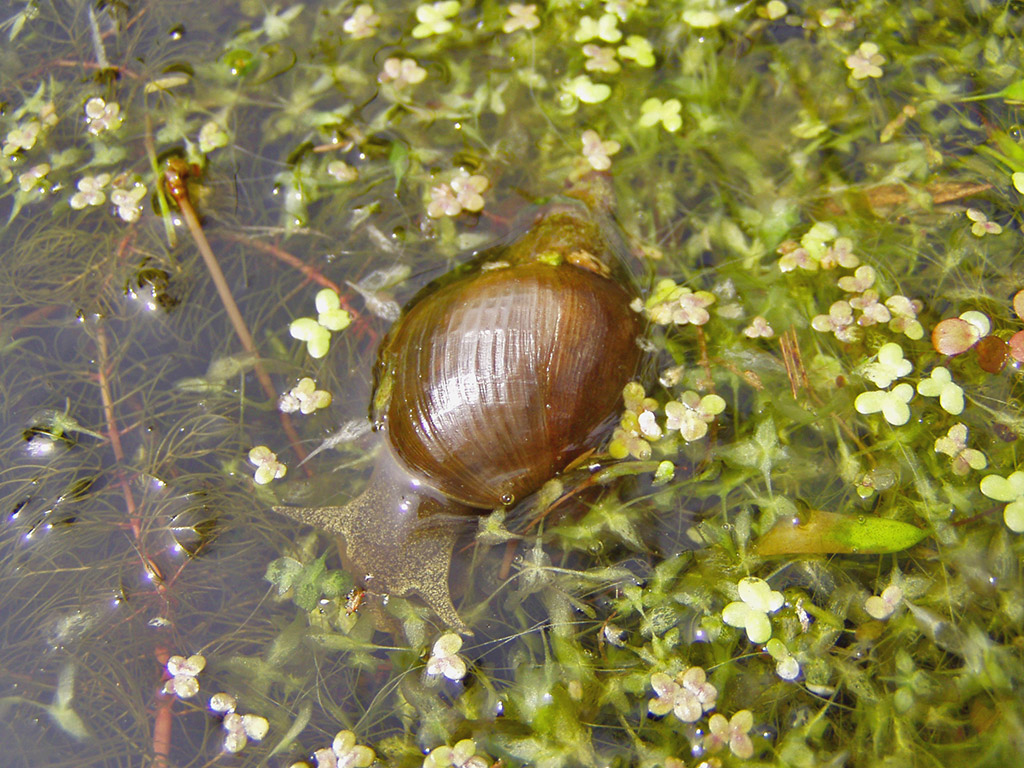
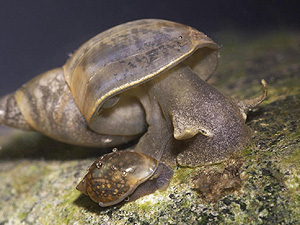
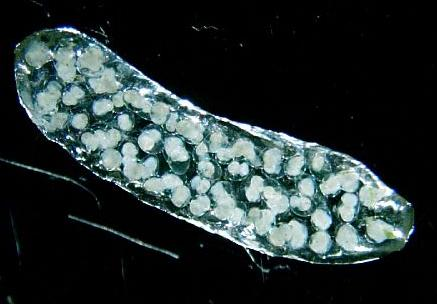
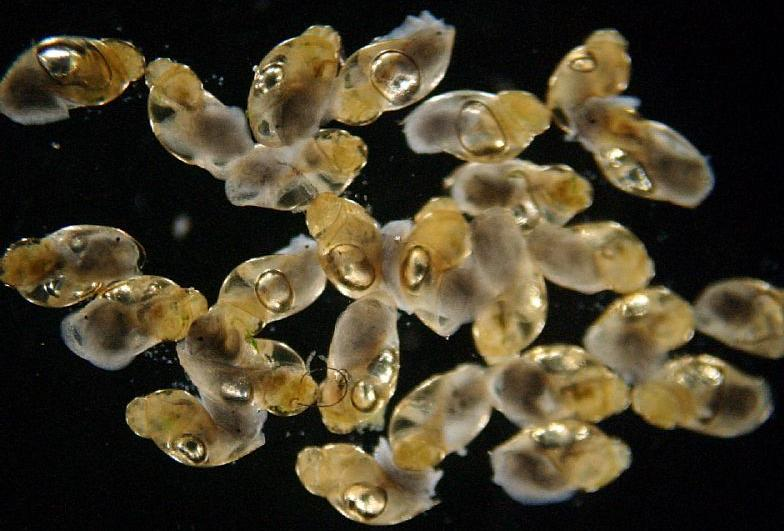
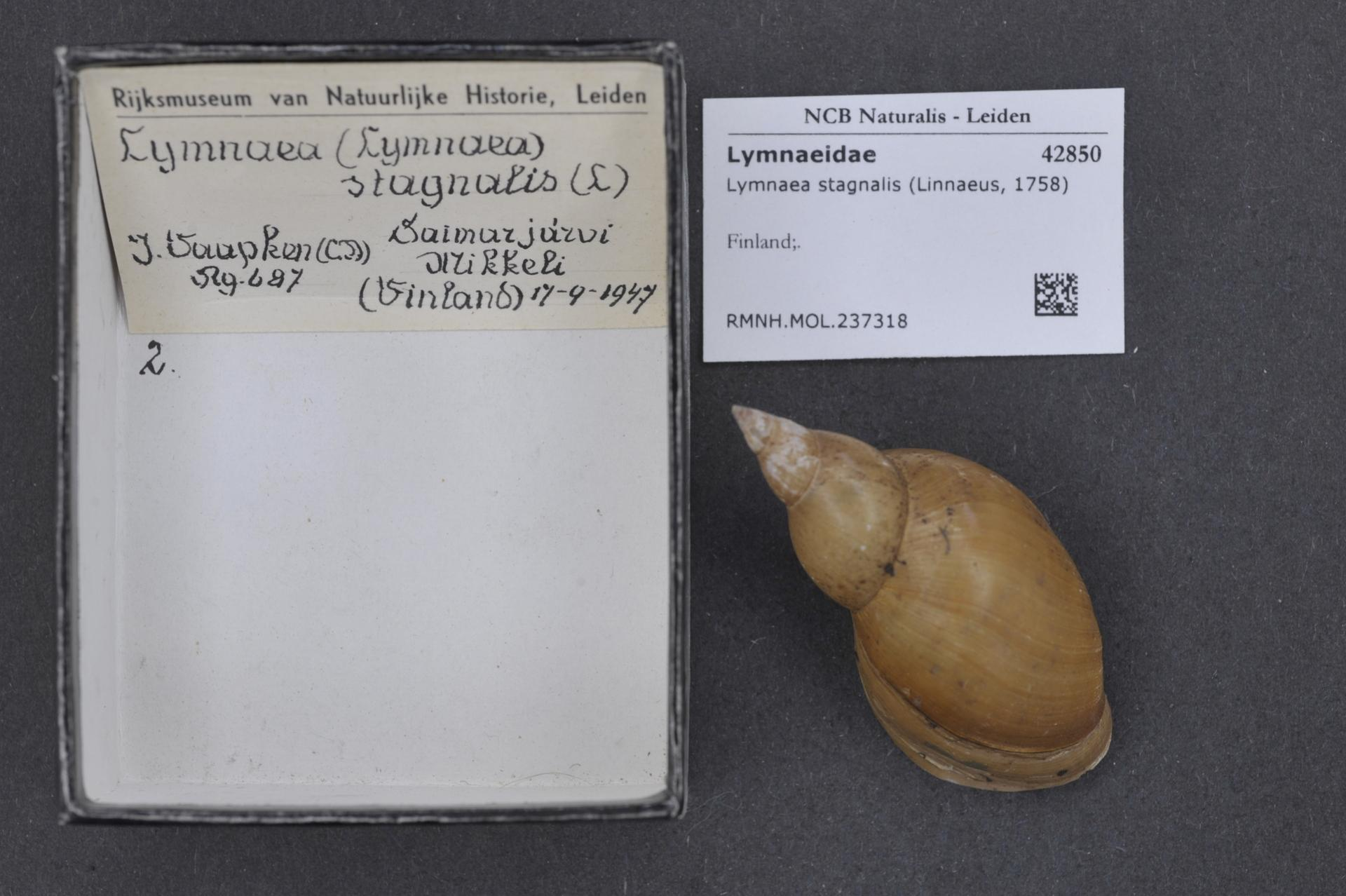
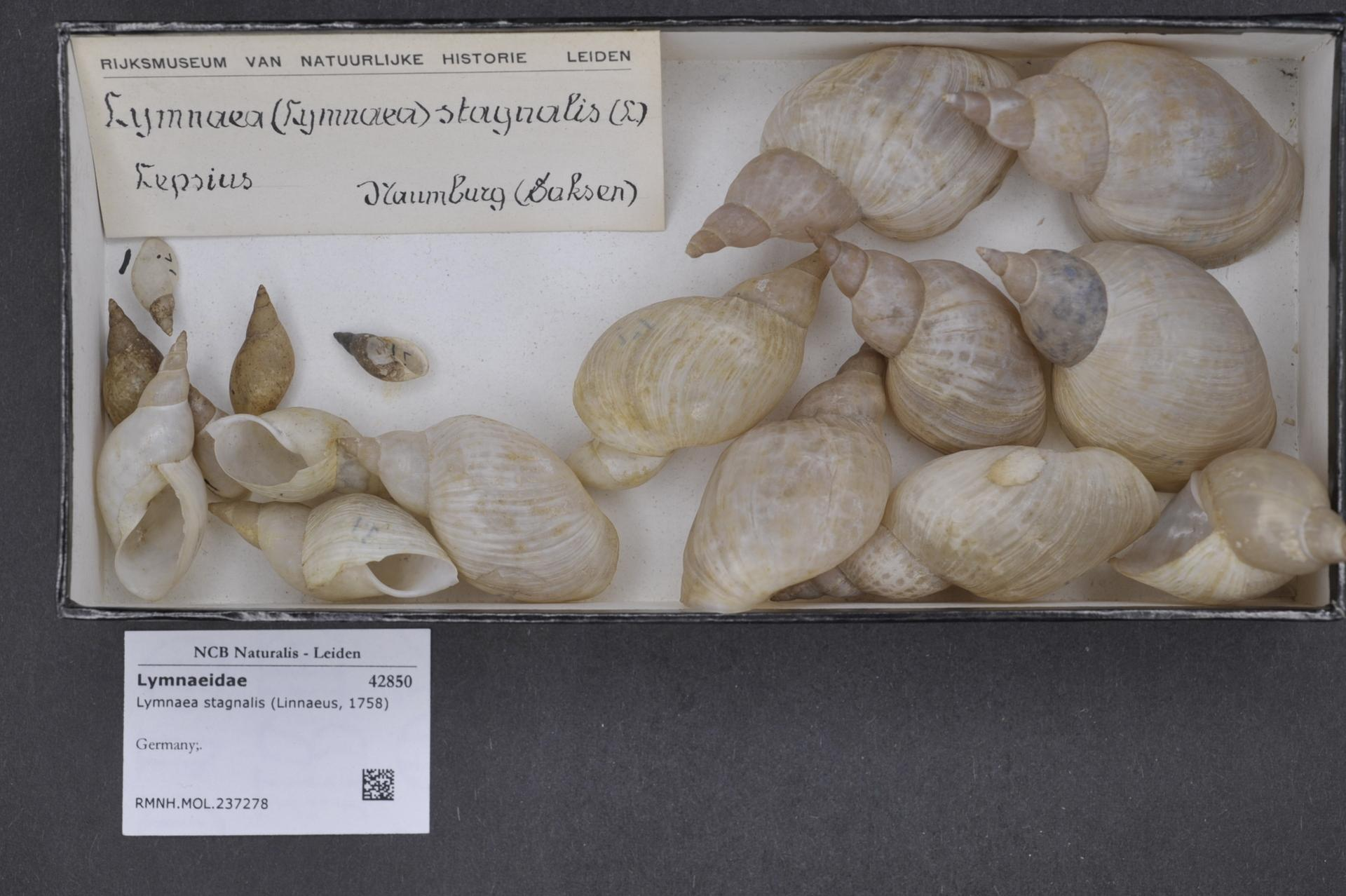